# Armando Costa
Pour les articles homonymes, voir Armando Costa (basket-ball) et Costa.
Armando Costa (né en 1933 à Rio de Janeiro et mort en 1984 dans la même ville) est un réalisateur brésilien qui réalisa notamment la série télévisée Amizade Colorida en 1980.